# Chen Yuefang
Chen Yuefang (1 de mayo de 1963 - 18 de septiembre de 2000) fue una jugadora de baloncesto china. Consiguió 1 medalla de bronce con China en los Juegos Olímpicos de Los Ángeles 1984 y un bronce en el mundial de Brasil 1983.